# ديفيد سكوت كوبر
ديفيد سكوت كوبر (بالإنجليزية: David Scott Cowper)‏ هو مستكشف بريطاني، ولد في 1942 في نيوكاسل أبون تاين في المملكة المتحدة.